# Сестрёнка (Петровский район)
Сестрёнка — село в Петровском районе Тамбовской области России. 
Входит в Петровский сельсовет. До 2013 года село являлось административным центром Сестрёновского сельсовета.

## География
У села находится исток реки Сестрёнка — притока реки Воронеж. Вблизи села располагается одноимённая станция железнодорожной ветки Мичуринск — Воронеж.

## Население
| 2002 | 2010 |
| ---- | ---- |
| 353  | ↘335 |

## История
Основано в 1781 году по указу Тамбовской казённой палаты крепостными крестьянами помещика Дмитрия Дурова, выходцами из соседней деревни Дуровки, принадлежавшей тому же помещику. По легенде название села связано с историей возникновения села «Жил-был богатый барин, и было у него три дочери. А как выросли они, подарил отец каждой по имению. С тех пор стоят в округе три села с названием Сестрёнка».
В документах ревизской сказки 1782 года в Сестрёнке числилось 317 крепостных крестьян, в том числе Василий Михайлов, Алексей Осипов, Алексей Андреев, Семен Филимонов, Филимон Дмитриев, Афанасий Титов, Степан Егоров, Матвей Власов…
Длительное время Сестрёнка была деревней и лишь после постройки церкви Рождества Христова в 1906 году получила статус села (не путать с Покровской церковью в одноимённом селе ныне Мичуринского района).
В 1934 году церковь закрыли. Здание долгое время использовалось в различных целях, и как клуб, и как склад. Во время войны взорвали купол, чтобы он не служил ориентиром для немецких самолётов, которые летали бомбить железнодорожный узел Кочетовка. После войны церковь начали разбирать, и к началу 60-х годов от основного здания церкви ничего не осталось. Уцелело здание, в котором была Церковно-приходская школа. Это здание стоит и сейчас.

## Генеалогический поиск
Метрические книги Христорождественской церкви с. Сестрёнка (Скобелево) с 1907 по 1918 гг. имеются в Госархиве Тамбовской области. В 1900—1906 гг. жители села регистрировались в метрических книгах Покровской церкви села Ендовище (ныне — село Покрово-Ендовище) как жители деревни Колодец(зс)кое г. Скобелева, наряду с жителями сёл Колодец(зс)кое господ Колоткова, Тюленева, Хвощинского, Казначеева (ныне — сёла Клочки, Хлопковка, Казначеевка); в метрических же книгах до 1900 г. нет разделения жителей села Колодецкого по владельцам. 

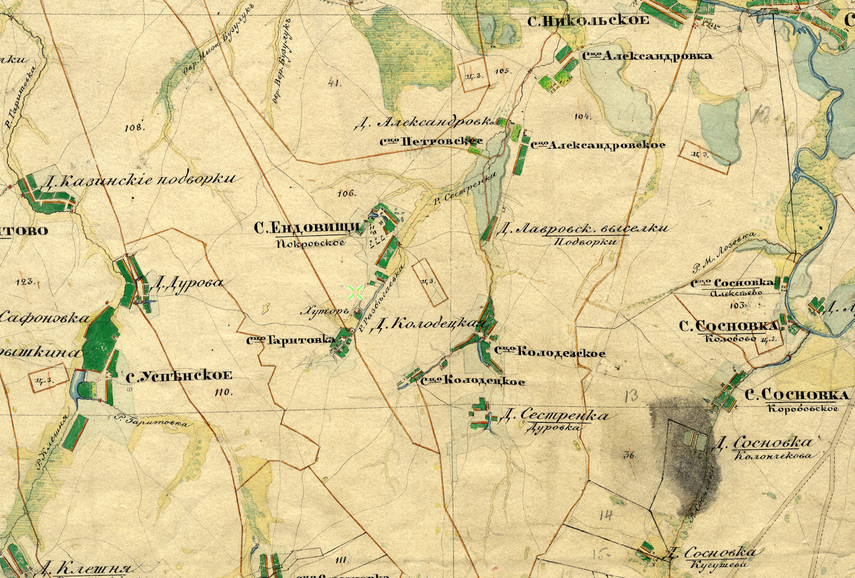
На карте Менде А.И., 1962 год.
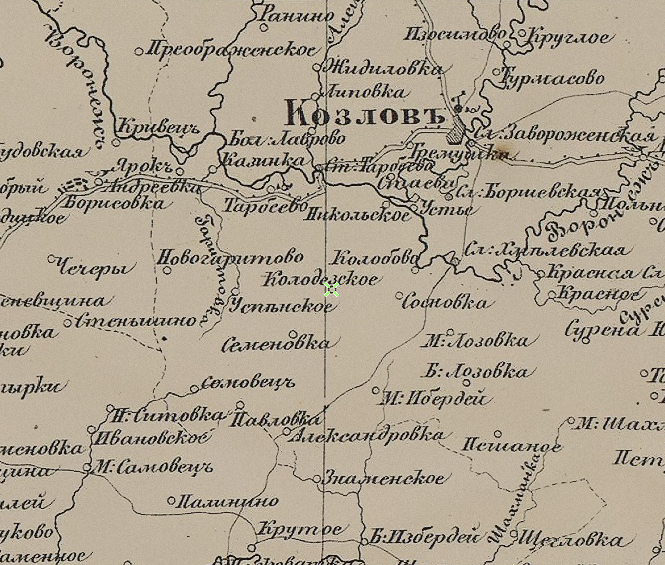
На карте Ильина А.А., 1871 г.

## Известные жители
- 24 Декабря 1916 года в селе родился Григорий Иванович Копаев —, участник Великой Отечественной войны, лётчик.
- 1 января 1956 года в селе родился Александр Владимирович Бартенев — , мэр Феодосии (2008—2013).